# ウェイク・アップ・ザ・ネイション
『ウェイク・アップ・ザ・ネイション』（Wake Up the Nation）は、ポール・ウェラーが2010年に発表したアルバム。

## 解説
前作『22ドリームス』（2008年）と同じく、曲ごとに様々なミュージシャンを起用する方式で制作された。「ファスト・カー / スロウ・トラフィック」と「シー・スピークス」の2曲では、ザ・ジャム解散から28年ぶりに、元メンバーのブルース・フォクストンと共演した。また、マイ・ブラッディ・ヴァレンタインのケヴィン・シールズや、元エレクトリック・ライト・オーケストラ〜ブラック・サバスのベヴ・ベヴァン等もゲスト参加している。
アルバムに先行して発表された「ノー・ティアーズ・トゥ・クライ」と「ウェイク・アップ・ザ・ネイション」の両A面シングルは全英26位、アルバムは全英2位に達した。
収録曲のリミックス・ヴァージョンを収録したボーナスCD付きのデラックス・エディション盤も、同時期に発売された。日本では、デラックス・エディション盤が本国イギリスに先行して発売され、1週間後の4月21日に通常盤が発売された。

## 収録曲
全曲ともポール・ウェラーとサイモン・ダインの共作。

### デラックス・エディション盤ディスク1、通常盤
1. ムーンシャイン - "Moonshine" - 2:09
2. ウェイク・アップ・ザ・ネイション - "Wake Up the Nation" - 2:19
3. ノー・ティアーズ・トゥ・クライ - "No Tears to Cry" - 2:25
4. ファスト・カー / スロウ・トラフィック - "Fast Car / Slow Traffic" - 1:58
5. アンドロメダ - "Andromeda" - 1:53
6. イン・アムステルダム - "In Amsterdam" - 1:28
7. シー・スピークス - "She Speaks" - 2:15
8. ファインド・ザ・トーチ、バーン・ザ・プランズ - "Find the Torch, Burn the Plans" - 3:09
9. エイム・ハイ - "Aim High" - 3:08
10. ツリーズ - "Trees" - 4:19
11. グラスプ&スティル・コネクト - "Grasp and Still Connect" - 2:16
12. ホワットエヴァー・ネクスト - "Whatever Next" - 1:38
13. 7&3・イズ・ザ・ストライカーズ・ネーム - "7 & 3 Is the Strikers Name" - 3:24
14. アップ・ザ・ドーセージ - "Up the Dosage" - 2:40
15. ピーセズ・オブ・ア・ドリーム - "Pieces of a Dream" - 2:26
16. トゥ・ファット・レディーズ - "Two Fat Ladies" - 2:39

#### 日本盤ボーナス・トラック
1. 7&3・イズ・ザ・ストライカーズ・ネーム - Live from Llandudno 09 - "7 & 3 Is the Strikers Name - Live from Llandudno 09" - 4:02

#### iTunes Storeボーナス・トラック
1. How Sweet It Is (To Be Loved By You) [Holland/Dozier/Holland] - 3:50
2. 7 + 3 Is the Strikers Name [video] - 3:31

### デラックス・エディション盤ディスク2

#### Change Up The Nation
1. "Wake Up the Nation (Zinc's Crack House Remix)" - 5:10
2. "Fast Car / Slow Traffic (Erland & Carnival Carnivalization)" - 2:50
3. "Grasp & Still Connect (The Bees Version)" - 2:47
4. "She Speaks (Tunng Remix)" - 3:57
5. "Andromeda (Richard Hawley Remix)" - 3:51
6. "In Amsterdam (Noonday Underground Remix)" - 2:00
7. "No Tears to Cry (Leo Zero Remix)" - 8:03
8. "Find the Torch, Burn the Plans (Nick Zinner from the Yeah Yeah Yeah's Remix)" - 5:18

- Aim High / Pieces of a Dream - The Amorphous Androgynous Remix

1. "Part 1: Aim High (Aim Higher)" - 5:57
2. "Part 2: Pieces of a Dream (A Dream in Pieces)" - 5:27
3. "Part 3: Aim High (The Higher Aim)" - 4:57
4. "Part 4: Aim High (Like Water Needs a Flower)" - 5:05

#### Bonus Tracks
1. "Pieces of a Dream (Original Version)" - 2:56
2. "Grasp and Still Connect (Original Version)" - 2:22

## 参加ミュージシャン
- ポール・ウェラー - ボーカル、ギター他
- スティーヴ・クラドック - ギター、ベース、ドラムス、パーカッション、バッキング・ボーカル
- アンディ・クロフツ - ギター、ベース、キーボード
- バリー・カドガン - ギター(on 1. 16.)
- ケヴィン・シールズ - ギター(on 7. 13.)
- ロジャー・ノーウェル - ギターシンセサイザー(on 5.)
- ブルース・フォクストン - ベース(on 4. 7.)
- アンディ・ルイス - ベース(on 10.)、バッキング・ボーカル(on 15.)
- ジェイミー・ジョンソン - ベース(on 15.)
- ベヴ・ベヴァン - ドラムス(on 1. 2.)
- クレム・カッティーニ - ドラムス(on 3.)
- チャールズ・リーズ - ドラムス(on 5. 8. 12. 15.)、オートハープ(on 12.)、ギター(on 15.)
- スティーヴ・ピルグリム - ドラムス(on 10. 11.)、バッキング・ボーカル(on 15.)
- テリー・エドワーズ - サックス(on 2. 11.)
- ワイアード・ストリングス - ストリングス
- ハナ・アンドリュース - バッキング・ボーカル
- ラウラ・リーズ - バッキング・ボーカル
- The Working Gay Community Choir - バッキング・ボーカル(on 8.)